# Marita Lindqvist
Marita Lindqvist, född 1960, är en svensk skribent och journalist som främst skriver om Japan och japansk populärkultur. Hon gav 2004 ut boken Kawaii om den japanska idolhysterin och idolagenturen Johnny & Associates.
I november 2006 arrangerade Marita Lindqvist ett stort fanevent med Johnny & Associates grupp Tegomass i Sverige.
Marita Lindqvist har också gjort en dokumentärfilm om Johnnysfenomenet, Tokyo Superstars, som sändes på SVT 2007. Som krönikör och skribent har Marita Lindqvist varit publicerad i allt från Svenska Dagbladet till Elle, Pop och Bibel.